# Жижичко језеро
Жижичко језеро (рус. Жижицкое) слатководно је језеро глацијалног порекла смештено на крајњем југоистоку Псковске области, односно на западу европског дела Руске Федерације. Административно припада Куњском рејону. Са површином акваторије од 57,3 км² друго је по величини језеро у целој Псковској области, одмах након Чудско-псковског језерског комплекса. Преко своје једине отоке, реке Жижице и језера Жакто повезано је са басеном Западне Двине и Балтичким морем.
Просечна дубина воде у језеру је око 3,2 метра, док максимална дубина досеже до 7,8 метара. Површина сливног подручја је око 386 км².
Обале Жижичког језера су јако разуђене, ниске и деломично јако замочварене. У језеру се налази чак 28 острва укупне површине око 134 хектара. Дно је неравно, у централном делу јако муљевито док су у литоралном подручју песак и местимично шљунак и камен.
На маленом полуострву на северозападној обали језера налазе се остаци средњовековног града Жижеца. По језеру је име добила и посебна „жижечка култура” из позног неолита (средина трећег миленијума пре нове ере).
Језеро се налази на листи заштићених природних добара од локалног значаја.